# Der Supergaul
Der Supergaul ist der 2024 erschienene Roman der Autorin und Comedienne Helene Bockhorst.

## Handlung
Der Roman handelt von Berenice, einer alleinstehenden, erfolgreichen Geschäftsfrau. Ihre Kunden sind Pferdebesitzerinnen, die Probleme mit ihren Vierbeinern haben. Berenice gibt vor, mit den Pferden telepathisch kommunizieren zu können. Oft gelingt es ihr tatsächlich, dank ihrer Tier- und Menschenkenntnis so manches kuriose Missverständnis zwischen Ross und Reiter zu erkennen und hilfreiche Ratschläge zu geben. Dafür lässt sie sich nicht nur fürstlich entlohnen, sondern bringt ihre Klientinnen mit ihrer manipulativen Art auch noch dazu, ihr wertvolle Dinge zu schenken.
Sogar den ihr misstrauenden Tierarzt, in den sie sich verliebt hat, kann sie verführen. Mit ihm führt sie etliche, lange Gespräche über das Lügen. Ihm erzählt sie, wie sie in ihrer Kindheit ihre Mutter glaubhaft belog und wie ihr eigener Vater die Familie hinterging.
Auf einem Reiterhof wird sie von einem Pony, dem Supergaul Alvin, angesprochen. Alvin erzählt ihr
vom Verschwinden eines befreundeten Rappen. Auf seine Bitte schlüpft Berenice in die Rolle eines Privatdetektivs. Bei ihren Ermittlungen gerät sie in gefährliche Situationen.
Und schließlich findet sie durch eine Reise an die Algarve heraus, dass ihr Vater sie nicht immer belogen hat.

## Ort und Zeit
Eine zufällige Begegnung Berenices mit ihrer Halbschwester auf einem Weinfest, die Erwähnung von Weinfesten während des Erwerbs von Alvin und ein Präsentkorb mit Saumagen bei einer Wohltätigkeitsveranstaltung legen nahe, dass der Hauptteil der Handlung in einem Weinbaugebiet in der Pfalz spielt. Eine für Berenice unangenehme Erinnerung an eine Meditation im Jahr 2018 zeigt, dass die Haupthandlung wenige Jahre später angesiedelt ist.

## Stil, Form und Figuren
Das Buch besteht bei einem Gesamtumfang von 288 Seiten aus 40 Kapiteln, einem Glossar und einer Danksagung.
In der Taschenbuchausgabe sind die Kapitel nicht mit Überschriften versehen und auch nicht nummeriert. Der Roman beginnt mit einem Zitat von Bent Branderup: »Jeder hat das Pferd, das er verdient.« Erzählt wird in der Ich-Form aus Sicht der Hauptperson Berenice, die jedes Kapitel dominiert.
Das wichtigste Pferd des Romans ist Alvin. Der Schimmel, der tatsächlich mit Berenice sprechen kann, beauftragt die Protagonistin das Verschwinden seines Freundes Rennbrandt zu lösen. Für Berenice ist das Pony ein wichtiger Gesprächspartner, das mit seiner unflätigen und direkten Art gerne auch mal ungefragt versucht, die sich anbahnende Romanze mit dem Tierarzt zu forcieren.
Dr. Kai Lazik ist die wichtigste Nebenfigur. Er bringt Berenice durch sein hartnäckiges Nachfragen dazu sich mit ihren Lügen auseinanderzusetzen und ihre Lebensweise zu überdenken.
Fiktive Personen (unvollständige Aufzählung):
- Berenice Blöchinger: Die ledige Rothaarige ist Mitte 30[Pos 12] und studierte Kommunikationswissenschaftlerin[Pos 13]. Sie bezeichnet sich als Tierkommunikatorin und gibt vor, sich telepathisch mit Pferden unterhalten zu können. Dank dieser lukrativen Geschäftsidee kann sie sich ein luxuriöses Haus[Pos 14] mit einer riesigen Kaffeemaschine[Pos 15] und drei Pferde leisten.
- Vater: Die seltenen Abende, an denen Berenices Vater die Zeit mit seiner Tochter verbrachte, waren Kleinode für sie. Er bemühte sich ihr eine gute Zeit zu bereiten.[Pos 16] Er war ein begnadeter Lügner, der es z. B. schaffte, mit Charme und Presseausweis die ganze Familie gratis in den Zoo einzuladen.[Pos 17]
- Mutter: Berenices Mutter arbeitete an der Volkshochschule. Als Berenice im Kindergartenalter von ihr befragt wurde und vor der Wahl stand die Wahrheit zu sagen oder sie zu kränken, ersann sie ihre erste Lüge.[Pos 18]
- Fremde Frau: Bei der Beerdigung von Berenices Vater erscheint eine Unbekannte und legt einen Kranz am Grab ab. Berenices Mutter muss erkennen, dass sie nicht die einzige Frau ihres Ehemannes war und erleidet kurz darauf einen Zusammenbruch. „Es ist manchmal besser, wenn man die Wahrheit nie herausfindet“, sagt Berenice zu Dr. Kai Lazik und gibt ihm einen heftigen Kuss.[Pos 19]
- Martha: Berenices Halbschwester sieht ihr so ähnlich[Pos 20], dass Dr. Kai Lazik die beiden einmal verwechselte.[Pos 21] Berenice erfuhr unvermittelt von der Existenz ihrer Schwester.[Pos 22] Sie wünschte sich, die einzige Tochter ihres Vaters zu sein, und Martha wäre nie geboren worden.[Pos 23]
- Dr. Kai Lazik: Der hübsche Tierarzt ist alleinerziehender Vater seiner Tochter Inga. Er lernt Berenice zufällig in einem Pferdestall kennen und beginnt sich für sie zu interessieren, aber er misstraut ihr auch. Bei ihren Zusammenkünften führen die beiden oft lange und intensive Gespräche über das Lügen.
- Klara: Die jüngere Schwester von Kai wurde als Kleinkind vom eigenen Hund gebissen. Um seine eigene Verantwortung zu vertuschen, stellte Kai den Vorfall völlig anders dar. Daraufhin wurde der unschuldige Hund eingeschläfert und seine Schwester hat bis heute Angst vor Hunden.[Pos 24]
- Jana: Die Stammkundin von Berenice besitzt einen Tinkerwallach auf der Mountain Ranch. Sie verteidigte Berenice, als Dr. Lazik sich einmal über Berenices Quacksalberei lustig machte.[Pos 25] Von ihr erfährt Berenice detailliert, wie Penthesilea Opfer eines Jagdunfalls wurde.[Pos 26]
- Arzt: „Er hat es geschafft, ein normales Leben, die statistisch wahrscheinlichste Anzahl von Kindern und keine Probleme“, denkt Berenice über ihren Hausarzt und beneidet ihn glühend. Als sie ihm von den Pferdestimmen erzählt, die sie hört, verschreibt er ein Beruhigungsmittel und überweist sie an einen Psychiater.[Pos 27]
- Anita Papenberg: Die Besitzerin von Rennbrandt ist mit der Leistung ihres Pferdes unzufrieden und sucht Rat. Sie zieht die Hilfe von Berenice der des Tierarztes vor,[Pos 28] weist aber drohend darauf hin, dass sie als Influencerin ihre mehr als 100.000 Follower über einen ausbleibenden Erfolg informieren würde.[Pos 29] Als Schatzmeisterin engagiert sie sich im Verein Phönix aus der Asche für Brandopfer.[Pos 30]
- Ulrich Papenberg-Scherf: Der Ehemann von Anita Papenberg ist Mitglied des gleichen Vereins und moderiert in diesem Zusammenhang Wohltätigkeitsveranstaltungen für Brandopfer.[Pos 30]
- Gerda: Als 27-jährige Bereiterin wurde ihr von ihrem eigenen Pferd der Zeigefinger abgerissen. Doch erst nach dem Cavalettitraining suchte sie das Krankenhaus auf. Jahre später beauftragte sie Berenice bei einer Fohlentaufe zu sprechen. Berenice lehnte zunächst aus Überzeugung ab, musste sich dann aber, als sie die Höhe des Honorars erfuhr, eingestehen, dass sie käuflich sei.[Pos 31]
- Johanna: Die Pferdezahnärztin hat Rennbrandt als Patienten und informiert Berenice bei einem Treffen auf Gut Erlengrund über dessen Wackelzähne, die einer regelmäßigen Reinigung bedürfen. Die beiden Frauen verstehen sich gut und führen oft Gespräche, die den Bechdel-Test nicht bestehen würden.[Pos 32]
- Lehrerin: „Sehr fantasievoll!“, schrieb eine Lehrkraft unter einen Aufsatz von Berenice, in dem sie eine Räuberpistole ihres Vaters zum Besten gab. Erst im Nachhinein wurde ihr klar, dass dies nicht nur als Kompliment gemeint war.[Pos 33]
- Nathalie Schreiner: Berenice lernt das gleichaltrige Brandopfer am Rande einer Charity-Veranstaltung kennen.[Pos 34] Das einzige „Pferd“ mit dem sich die Computerexpertin auskennt ist der Trojaner.[Pos 35] Durch Auswertung privater Computerdaten gelingt es ihr u. a. eine kürzlich erfolgte, größere Personalrochade rund um Rennbrandt aufzudecken.[Pos 36]
- Stefan (24): Der neue Freund Nathalies ist erst 24. Sie lernte ihn kennen, als sie dem Ratschlag Alvins folgte und sich nicht mehr im Haus verkroch, sondern seitdem öfter unterwegs ist.[Pos 37]
- Irma: Die staatlich anerkannte Tierheilpraktikerin hat ein ähnliches Geschäftsmodell wie Berenice – nur noch erfolgreicher. Sie bietet Bioresonanzanalysen und Teemischungen für Pferde an. Da Berenice Kunden an sie verloren hat, kann sie sie nicht leiden und zusätzlich nervt sie ihre Undurchschaubarkeit.[Pos 38] Berenice ändert ihre Meinung, nachdem sie von Irma aus einer gefährlichen Situation gerettet wurde.[Pos 39]
- Klaus Friedmann Gartmann: Den führenden Experten Deutschlands (Spitzname: Rennbahnmaus) lernt Berenice bei einem Pferderennen kennen. Er ist Mitglied im Verein Frühren(n)te für Galopper.[Pos 40] Mit seiner Hilfe kann die wahre Identität des angeblichen Rennbrandt geklärt werden.[Pos 41]
- Alex Löwe: Der Hufschmied arbeitet nebenberuflich als Aktmodell und hat für einen guten Zweck den Aktkalender Heiße Hufe produziert. Alle Reiterinnen der Umgebung (inklusive Berenice und Anita Papenberg) haben schon mit ihm geschlafen und auch Johanna ist in ihn verschossen.[Pos 42]
- Karl Ferdinand Lackmann: Der Transportunternehmer[Pos 43] steht auf Rothaarige, konnte aber weder bei Martha noch bei ihrer Schwester landen, sondern arbeitet nur geschäftlich mit Berenice zusammen. Als Berenice eine heiße Nacht mit Dr. Kai Lazik hatte, konnte Lackmann ihr das am nächsten Tag ansehen, da sie sonst unzufrieden und bedürftig rüberkommt.[Pos 44]
- Christina: Sie unterrichtet Kommunikation mit Pferden. Ein Kurs beginnt mit einer Meditation und ein bisschen Theorie. Als Berenice über das Thema „schutzlos sein“ mit einer großen Fuchsstute „redet“, erinnert sie sich an ihren Vater und beginnt zu weinen. Die Stute stupst sie vorsichtig an und Berenice fühlt sich in ihrer Enttäuschung verstanden.[Pos 45]

Pferde (unvollständige Aufzählung):
- Starlight Express: Der schmalbrüstige Schimmel habe Burnout und wünsche sich, täglich von seiner joggenden Reiterin am Strick mitgeführt zu werden, erklärt Berenice der irritierten Besitzerin. Das würde das Pferd schonen und nebenbei der drallen Frau beim Abnehmen helfen, denkt sich Berenice.[Pos 46]
- Alvin: Bei dem Shetlandpony und Klopphengst handelt es sich um einen etwas älteren Apfelschimmel. Es gehörte dem Stallbesitzer Benno und ist das Maskottchen seines Rennstalls.[Pos 47] Als Berenice erkennt, dass sie mit dem Pony tatsächlich reden kann, ist sie so begeistert, dass sie es für 6.000 € erwirbt.[Pos 48]
- Puck: Der Tinkerwallach ist körperlich kerngesund. Aber seine Besitzerin Jana glaubt, dass er den gewaltsamen Tod von Penthesilea seelisch nicht verkraftet hätte und wendet sich daher regelmäßig hilfesuchend an Berenice.[Pos 49]
- Penthesilea (Kosename Penny): Bei einem gemeinsamen Ausritt mit Puck und Rennbrandt wurde der Rappe erschossen, weil – so erfährt Berenice es von Jana und Dr. Lazik – ein Jäger ihn mit einem Wildschwein verwechselte.[Pos 49][Pos 50]
- Cassandra: Die dunkle Stute hat eine Eierstockzyste. Bevor Dr. Kai Lazik selbst die richtige Diagnose stellen kann, nennt Berenice ihm die zutreffende Krankheit. Für den Mann der Wissenschaft war Berenice bisher nur eine „Pferdeschwurblerin“, wie er ihr kurz zuvor ins Gesicht gesagt hatte. Kleinlaut schildert er ihr ein medizinisches Problem, das er nicht lösen konnte, und bittet sie um ihre Hilfe.[Pos 51]
- Jörp: Das Islandpferd himmelt seine Besitzerin Berenice total an. Die Stute würde Berenice gerne zu einem perfekten Date einladen.[Pos 52]
- Drusla: Das lesbische Islandpferd war in Besitz eines Cholerikers und wurde von diesem mehrmals mit dem Besen verdroschen. Berenice kaufte ihm die Stute ab, um die Kreatur vor weiteren Misshandlungen zu bewahren.[Pos 53]
- Marshmallow: Die Fuchsstute ist lustlos und apathisch.[Pos 54] Alvin erkennt als Ursache einen unerfüllten Kinderwunsch.[Pos 55] Als Inga, die Besitzerin, dies erfährt, bettelt sie sofort Dr. Kai Lazik, ihren Vater, an, ihr diesen Wunsch zu erfüllen.[Pos 56] Tatsächlich blüht die Stute wieder auf, nachdem sie von Alvin gedeckt wurde.[Pos 57]
- Rennbrandt: Der Rappe ist ein erfolgreiches Rennpferd und im Besitz von Frau Papenberg.[Pos 58] Alvin und Rennbrandt sind miteinander befreundet.[Pos 59]
- Lauser: Aus einer tiefen Wunde am Fesselgelenk des Jährlings tritt Gelenkflüssigkeit aus. Da der Tierarzt Dr. Lazik bereits ahnte, dass rationale Argumente für das Einschläfern des unheilbaren Pferdes bei der Besitzerin nicht fruchten werden, wendet er sich an Berenice. Sie hilft der Besitzerin, das Unvermeidliche zu akzeptieren und von ihrem geliebten Pferd Abschied zu nehmen.[Pos 60]
- Tim Toupet: Während der Noriker von der Pferdezahnärztin Johanna behandelt wird, wirft Berenice einen Blick in Rennbrandts Zahnprotokoll und macht unbemerkt ein Handyfoto.[Pos 61]
- Wallach mit Warzen: Als Berenice sieht, wie Irma mit wichtigtuerischem Gesichtsausdruck ihre Hand auf die Schlauchtasche des Pferdes presst, fragt sie nach, ob es sich hier um eine Massage mit Happy End handele. Irma revanchiert sich, indem sie Berenice vorwirft, mit Pferden Dirty Talk zu führen. Daraufhin wertet Berenice Irmas Studium ab, indem sie behauptet, dass sie durch das frühere Lesen der Medizini genauso viel drauf hätte.[Pos 62]
- Your Darkest Fantasy: Das Pferd mit einem Fesselträgerschaden wird von Berenice behandelt. Da sie keinen Rat weiß, wendet sie sich telefonisch unter Nennung dieses kuriosen Pferdenamens an Dr. Kai Lazik. Er aber missversteht die Situation und beginnt über seine sexuelle Fantasie einer chinesischen Schlittenfahrt zu reden.[Pos 63]
- Hannelore: Die sehr pummelige Stute (600 kg) wurde als „dicke Maus“ bezeichnet, was die Besitzerin sehr ärgerte. Berenice widersteht der Versuchung, dem Pferd mehrere Sitzungen mit Selfcare und Empowerment anzudrehen, sondern schreibt der barocken Prachtstute, die sich selbst als Flaggschiff von Body Positivity sähe, unerschütterliches Selbstbewusstsein zu und empfiehlt, mehr in Futter zu investieren.[Pos 64]
- Bootycall: Das Pferd mit diesem ganz besonderen Namen stand einmal mit Alvin zusammen auf der Koppel, als Christina, die Frau, die Pferdisch spricht, zu ihnen kam. Alle drei sind dann zusammen in den Stall gegangen, und das war für Alvin ganz schön …[Pos 65]
- Nero[Pos 66]: Der Rappe ist nicht der Intelligenteste, aber sehr lieb. Das ehemalige Rennpferd wurde von Klaus Friedmann Gartmann an Frau Papenberg als Freizeitpferd für gemütliche Ausritte im Schritt vermittelt, aber aus kriminellen Motiven einem ganz anderen Zweck zugeführt.[Pos 41]
- Murphy: Der Mustang wurde nach dem Gesetz gleichen Namens benannt, da bei der Vorbereitung zum „Mustang Makeover“ alles schiefgeht, wie die Pferdebesitzerin Berenice erläutert. Für Berenice klingt dieser Wettbewerb nach Pimp My Ride, nur ohne Xzibit und ein Aquarium wird auch nicht verbaut.[Pos 67]

Reale Personen (unvollständige Aufzählung):
- Rosamunde Pilcher: Inspiriert von diversen Verfilmungen der Trivialliteratur der britischen Schriftstellerin und anderen Schmonzetten begibt sich Berenice gediegen gekleidet zu einem Pferderennen, um dort Nachforschungen anzustellen.[Pos 68]
- Dietrich Bonhoeffer: Auf einer Fohlentaufe wird das geistliche Lied „Von guten Mächten wunderbar geborgen“ des evangelischen Theologen gesungen und Berenice fragt sich, ob der NS-Widerstandskämpfer darüber wohl glücklich wäre.[Pos 69]
- Freddy Krueger: Beim Blick in den Spiegel fühlt sich Berenice an die Hauptfigur aus der Nightmare-Filmreihe erinnert. Deshalb sagt sie ihre Verabredung mit Dr. Kai Lazik ab und lügt ihm vor, vom Pferd gefallen und sich im Gesicht verletzt zu haben.[Pos 70]
- Kate Bush: Im Radio läuft das Lied „A Deal with God“ (Musikvideo auf YouTube) der britischen Sängerin. Obwohl Berenice nicht besonders religiös ist, bringt sie der Song auf die Idee, einen Pfarrer aufzusuchen, um sich von ihm, wegen der verlorenen Fähigkeit mit Alvin zu reden, beraten zu lassen.[Pos 71]
- Hl. Franziskus: Der Heilige ist der Patron der Tiere. Franziskus soll sogar mit ihnen geredet haben, wie Berencie von einem Pfarrer erfährt. Er erkundigt sich, ob sie einsam sei und rät ihr, sich mit Freunden zu treffen und mit ihnen etwas zu unternehmen.[Pos 72]
- Eckhart Tolle, Lise Gast und Sigmund Freud: Um einen Star aus der Pferdeszene als neue Kundin zu gewinnen, präsentiert Berenice ihre Methode schriftlich in einem Mash-up [sic] aus den Werken (Jetzt!, einen Pferde-Sammelband und Totem und Tabu) der drei Autoren.[Pos 73]
- Joanne K. Rowling: Im Gespräch mit Berenice nennt Dr. Lazik die britische Autorin der Harry-Potter-Reihe nicht beim Namen, verspottet sie aber als eine Frau mit Geld im Überfluss, die sich seit Jahrzehnten nicht weiterentwickelt habe. Eine Erklärung für seine Diffamierung bleibt er schuldig.[Pos 74]

Literarische Figuren (unvollständige Aufzählung):
- Kalle Blomquist: Alvin beginnt hocherfreut ein Lied nach der Melodie der Kinderbuch-Figur zu singen (Die Kalle Blomquist Melodie auf YouTube), nachdem Berenice ihm mitteilte, dass sie in Alex Löwes Büro Rennbrandts mutmaßliche Adresse ausspionieren konnte und bereit ist, sich noch heute dorthin zu begeben.[Pos 75]
- Naphta, Settembrini, Madame Chauchat: In einem privaten Gespräch zwischen Berenice und Dr. Lazik, in dem es wieder einmal um Lügen ging, kam der Arzt auf den Roman Der Zauberberg zu sprechen. Um nicht ungebildet zu erscheinen, gab Berenice vor, das weltberühmte Werk zu kennen. Als der Tierarzt mit Berenice über drei Hauptfiguren des Romans sprechen wollte, wurde es ihr unangenehm und sie wechselte zu ihrer Lieblingslektüre, der Fantasy.[Pos 76]
- Harry, Ron, Hermine: Als Schulkind las Berenice den letzten Band der Harry-Potter-Heptalogie, den ihr ein Mitschüler besorgt hatte. Der Teufelsdreier der drei Figuren überraschte sie sehr, da sie in einem Kinderbuch keine Erotik erwartet hatte. Bis sie begriff, dass sie nicht das Originalbuch, sondern eine Fan-Fiction erhalten hatte.[Pos 77]
- Hans Castorp, Madame Chauchat, Hofrat Behrens, Joachim Ziemßen: Die vier Figuren aus Der Zauberberg finden sich in einer von Berenice erfundenen Fan-Fiction wieder. Sie schenkt die Geschichte Dr. Lazik. Beschrieben und illustriert wird eine Szene, die in eine Orgie mündet, bei der Madame Chauchat dem gefesselten Hans Castorp einen Bleistift in den Po steckt.[Pos 78]
- Micky-Maus: Berenice hat in ihrer Kindheit in einem Comic eine aus heutiger Sicht fragwürdige Befreiungsmethode bei einer Entführung kennengelernt. Dies gab ihr ein falsches Gefühl von Sicherheit, weshalb sie es nicht für nötig hielt, an einer Selbstverteidigungs-AG teilzunehmen.[Pos 79]

## Danksagung
Am Ende des Buches bedankt sich die Autorin bei
- ihrer siebzehnjährigen Islandstute Fina von der Hexenklamm, die sie mehr als einmal gerettet habe
- ihrer Agentin Julia Jahn für die unerschütterliche Unterstützung, dem Rücken freihalten und für das Verständnis
- dem Ullstein Verlag für das Vertrauen, Wiebke Bollinger für die unkomplizierte Begleitung und Nicola Kammer für das einfühlsame Lektorat
- Andi, der das Buch als Erster las und sein Umsorgen während des Schreibens
- Professor Christian Schulte-Loh für hartnäckiges Nachfragen, kreativen Austausch und absurd lange Wanderungen
- ihrer besten Freundin Lisa für eine ehrliche Freundschaft
- der Band Supergaul für die Erlaubnis den Buchtitel verwenden zu dürfen
- allen Menschen und Pferden des Hofes, auf dem Fina und sie selbst ein Zuhause gefunden habe und Sophie, die ihr gezeigt habe, dass Pferde doch sprechen können

## Rezensionen
- Das Reitforum (Svada) freut sich, wie in dem absurden Roman die Reiterwelt ordentlich auf die Schippe genommen wird, und lobt den Witz, mit dem das Gefühlschaos der unfreiwilligen Heldin erzählt wird. Es sei nicht nur eine Satire zum Lachen, sondern auch eine tiefgründige Geschichte zum Überdenken und auch für Nichtreiter geeignet.[1]
- Für Kathrin Hollmer von der Süddeutschen Zeitung ist das Buch, das einen satirischen, aber auch liebevollen Blick auf die Abstrusitäten des Reitsports wirft, lustig wie rührend. Im längeren Interview erfährt man u. a., wie ein Tierkommunikator, der für 250 Euro Bockhorsts Pony befragen wollte, sie auf die Idee zu diesem Roman brachte.[2]

## Die Pferdeleidenschaft der Autorin und ihr Roman
In einem telefonisch geführten und bebilderten Interview mit Catharina Köther von der Pferdezeitschrift Cavallo erfährt die Leserschaft, dass die Autorin schon als Sechsjährige durch einen Pferdebesitzer in der Nachbarschaft Kontakt zu Vierbeinern hatte. Später als Jugendliche gab sie ihr ganzes Geld für Reitunterricht und Reiterferien aus. Früher sei ein rauer Umgang mit Pferden bis hin zu körperlicher Gewalt üblich gewesen und komme auch heute noch vor. Dies mache sie sehr traurig, da sie inzwischen wisse, dass Pferde kooperativ seien und man dem Pferd auch gewaltfrei Anweisungen geben könne, wie es Vertreter der Akademischen Reitkunst (Bent Branderup, Marius Schneider) praktizieren. Das Wichtigste für sie sei ihr Pferd. Lieblingsaktivitäten mit ihrer Stute seien Freiarbeit, Geländereiten und Wandern. Ein eigenes Pferd zu besitzen und ein „Pferdebuch“ zu veröffentlichen seien ihre beiden Kindheitsträume gewesen. Ihr Buch sei für Pferdemenschen mit Selbstironie geeignet, da es einen humorvollen Blick auf die Pferdeszene werfe.
In einem Interview mit Chris Berdrow (Episode 297 auf YouTube) von Der Pferdepodcast spricht die Autorin zunächst über ihre Stute Fina, die sie während der Corona-Zeit gekauft hat. Das Pony sei sehr brav und gewitzt. Auch andere Leute schwärmten von ihrem Tier und lobten seinen tollen Charakter.
Dann beschreibt die Schriftstellerin die Eigenschaften der Hauptperson ihres Pferderomans. Die Protagonistin sei eine Hochstaplerin, die Leute betrüge und sehr an Geld interessiert sei, aber auch ein goldenes Herz und Prinzipien habe. Die Hauptperson möchte mit ihren erfundenen und blumigen Geschichten eine Verhaltensänderung bei den Besitzern erreichen um die Lebensumstände der Pferde zu verbessern. Dabei hilft ihr ihre gute Beobachtungsgabe und ihr Wissen über Pferde. Der Kontrast zwischen dem Gesagten und den Gedanken der Hauptfigur sorgt für eine lustige Fallhöhe.
Die Autorin weiß aus eigener Erfahrung, dass es möglich ist etwas zu sehen und zu fühlen, was eine andere Person nur angedeutet hat. Deshalb hält sie es für möglich, dass es Menschen gibt, die Pferde verstehen können.

## Ausgaben
- Der Supergaul. Roman (Taschenbuch). Ullstein, Berlin 2024, ISBN 978-3-548-06936-4 (288 S.).
- Der Supergaul. Roman (E-Book). Ullstein, Berlin 2024, ISBN 978-3-8437-3147-8 (288 S.).

## Einband des Taschenbuchs
Die Hintergrundfarbe des gesamten Einbands ist blau. Auf der Vorderseite ist ein weißes Pferd mit blondem Schweif und blonder Mähne abgebildet. Als typografischer Effekt ist das „U“ im Wort „Gaul“ des Buchtitels durch ein Hufeisen ersetzt. Neben der Nennung von Autorin und Verlag (samt Eule, dem Verlagslogo), gibt es noch den Hinweis „Kein Pferderoman“.
Auf der Rückseite befindet sich eine kurze Inhaltsangabe des Buches, die mit folgendem Text beginnt: „Wer einmal lügt, dem glaubt man nicht – selbst wenn er mit dem Pony spricht“.

## Zitierte Ausgabe
Helene Bockhorst: Der Supergaul. Roman. Taschenbuch, Berlin Ullstein, 2024, ISBN 978-3-548-06936-4.
1. ↑  S. 194.
2. ↑  S. 54.
3. ↑  S. 169.
4. ↑  S. 202.
5. ↑  S. 284–286.
6. ↑  S. 287–288.
7. ↑  S. 5.
8. ↑  S. 30.
9. ↑  S. 34.
10. ↑  S. 33.
11. ↑  S. 109.
12. ↑  S. 89.
13. ↑  S. 21.
14. ↑  S. 19.
15. ↑  S. 58.
16. ↑  S. 89.
17. ↑  S. 205.
18. ↑  S. 89–91.
19. ↑  S. 181–182.
20. ↑  S. 194.
21. ↑  S. 185.
22. ↑  S. 182.
23. ↑  S. 193–194.
24. ↑  S. 181.
25. ↑  S. 11–16.
26. ↑  S. 239–240.
27. ↑  S. 35–36.
28. ↑  S. 23–26.
29. ↑  S. 32.
30. 1 2  S. 245.
31. ↑  S. 93–96.
32. ↑  S. 104–105.
33. ↑  S. 150.
34. ↑  S. 169–173.
35. ↑  S. 213.
36. ↑  S. 209–213.
37. ↑  S. 246.
38. ↑  S. 154–158.
39. ↑  S. 221–223.
40. ↑  S. 75–81.
41. 1 2  S. 214–217.
42. ↑  S. 105, S. 210.
43. ↑  S. 218.
44. ↑  S. 190–193.
45. ↑  S. 202–207.
46. ↑  S. 7–10.
47. ↑  S. 30–31.
48. ↑  S. 53.
49. 1 2  S. 12–15.
50. ↑  S. 239–240.
51. ↑  S. 45–46.
52. ↑  S. 69–70.
53. ↑  S. 70–71.
54. ↑  S. 46.
55. ↑  S. 86.
56. ↑  S. 87.
57. ↑  S. 108.
58. ↑  S. 23–24.
59. ↑  S. 33.
60. ↑  S. 39–43.
61. ↑  S. 103–105.
62. ↑  S. 156–157.
63. ↑  S. 159–160.
64. ↑  S. 161–162.
65. ↑  S. 198.
66. ↑  S. 255.
67. ↑  S. 259–260.
68. ↑  S. 72.
69. ↑  S. 94.
70. ↑  S. 130.
71. ↑  S. 132.
72. ↑  S. 133–134.
73. ↑  S. 258.
74. ↑  S. 113.
75. ↑  S. 224–225.
76. ↑  S. 111–112.
77. ↑  S. 112–114.
78. ↑  S. 277.
79. ↑  S. 140.